# Enana de Casiopea
La Enana de Casiopea (también conocido como Andromeda VII) es una Galaxia enana esferoidal aproximadamente a 2,58 Mal de distancia en la constelación de Casiopea. La enana Cassiopeia es parte del Grupo local y una galaxia satélite de la Galaxia de Andrómeda (M31).
La enana Cassiopeia fue encontrada en 1998, junto con la Enana de Pegaso, por un equipo de astrónomos (Karachentsev y Karachentseva) en Rusia y Ucrania. La Enana de Cassiopeia y la Enana de Pegaso están más lejos de M31 que sus otras galaxias compañeras conocidas, pero aun así parecen estar unidas gravitacionalmente. Ninguna de las galaxias contiene ninguna estrella joven y masiva ni muestra rastros de formación estelar reciente. En cambio, ambos parecen dominados por estrellas muy antiguas, con edades de hasta 10 mil millones de años.